# سوزانا يورك
سوزانا يورك (بالإنجليزية: Susannah York)‏ مواليد ( 1939 – 2011 م) ممثلة سينما ومسرح، وكاتِبة بريطانية، ولدت في تشيلسي، لندن، توفيت في لندن، عن عمر يناهز 72 عامًا، بسبب ورم نخاعي متعدد.

## التعليم
تعلمت في الأكاديمية الملكية للفنون المسرحية، في تخصص تمثيل (حتى 1958).

## الحياة الأسرية
تزوجت سوزانا يورك من الممثل مايكل ويليس عام 1959 وأنجبا طفلان الأولي تسمي ساشا (مواليد 1972) والإبن الأصغر بدعي أورلاندو (مواليد 1973) ،. بعد طلاقهم في عام 1976 ، قامت بتربية الأطفال بمفردهم رغم انشغالها بحياتها العملية.

## وفاتها
توفيت في لندن في 15 يناير 2011 بعد تشخيص إصابتها بالسرطان.

## الجوائز
حصلت على جائزة الفيلم البريطاني عام 1969.
حصلت على جائزة BAFTA لأفضل ممثل مساعد عام 1971.
جائزة كانيس فيلم لأفضل ممثل عام 1972.

## وصلات خارجية
- سوزانا يورك على موقع IMDb (الإنجليزية)
- سوزانا يورك على موقع ميتاكريتيك (الإنجليزية)
- سوزانا يورك على موقع الموسوعة البريطانية (الإنجليزية)
- سوزانا يورك على موقع روتن توميتوز (الإنجليزية)
- سوزانا يورك على موقع ألو سيني (الفرنسية)
- سوزانا يورك على موقع ميوزك برينز (الإنجليزية)
- سوزانا يورك على موقع تيرنر كلاسيك موفيز (الإنجليزية)
- سوزانا يورك على موقع أول موفي (الإنجليزية)
- سوزانا يورك على موقع قاعدة بيانات الأفلام السويدية (السويدية)
- سوزانا يورك على موقع إن إن دي بي (الإنجليزية)